# St. Louis Zoo
Koordinaten: 38° 38′ 5,7″ N, 90° 17′ 27,6″ W

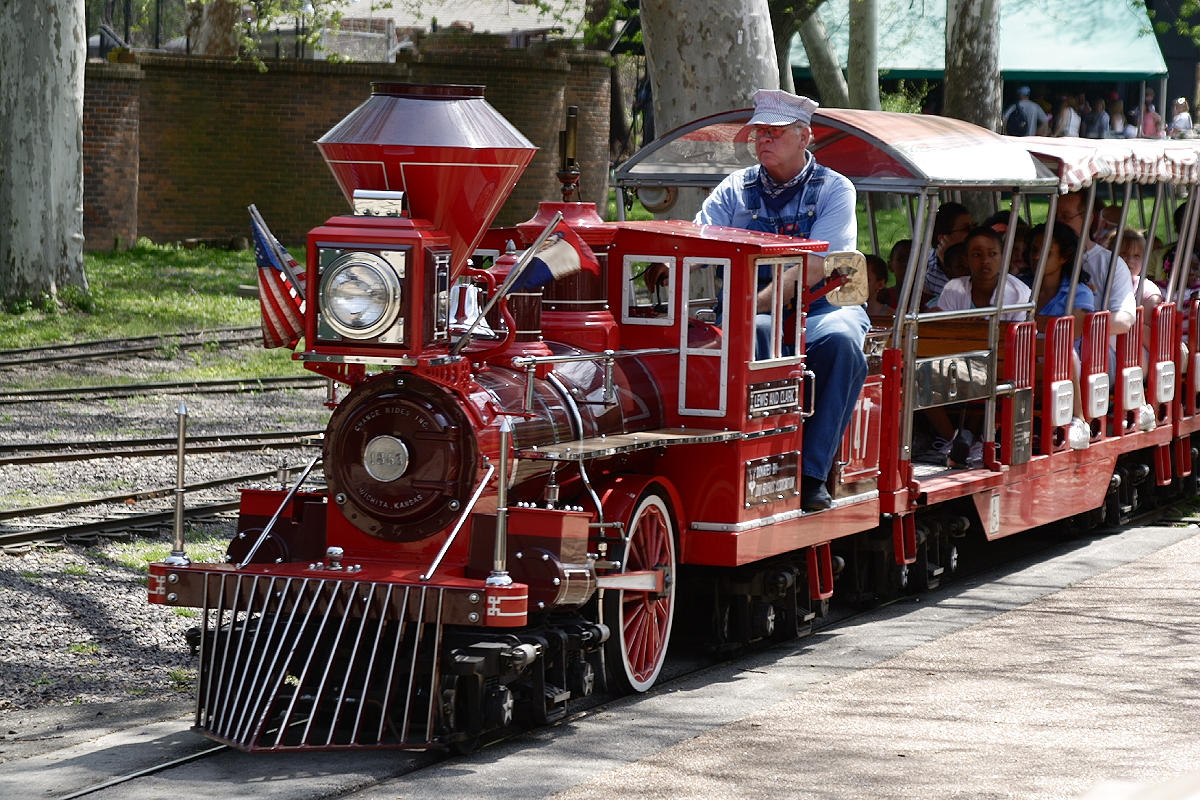
Schmalspureisenbahn im Zoo

Der St. Louis Zoo ist ein Zoo in St. Louis im US-Bundesstaat Missouri. Der Zoo bildet einen Teil des Forest Parks. Er ist bei der Association of Zoos and Aquariums (AZA) akkreditiert. Die Besucher haben freien Eintritt.

## Geschichte
Die Idee zur Schaffung eines Zoos in St. Louis entstand  während der Louisiana Purchase Exposition (The Saint Louis World’s Fair), einer Weltausstellung, die im Jahr 1904 stattfand. Konkretisiert wurde dies 1910 mit der Bildung der Zoological Society of St. Louis. Die offizielle Eröffnung fand 1913 statt.
In den 1970er Jahren fanden im Zoo umfangreiche Arbeiten zur Erneuerung von Anlagen statt. Dies war aufgrund großzügiger Unterstützung durch steuerliche Vergünstigungen seitens der Stadt sowie durch Spenden aus der Bevölkerung möglich. Gleichzeitig mit den Umbauten wurden auch die Bildungs- und Naturschutzbemühungen des Zoos intensiviert. 2018 wurde der St. Louis Zoo zum zweiten Mal von einer Expertengruppe zum besten Zoo in Nordamerika gekürt.

## Anlagenkonzept und Tierbestand
Der St. Louis Zoo zeigt ca. 16.000 Tiere in rund 500 Arten. Er ist in sechs Bereiche gegliedert:
- Historic Hill enthält eine Voliere, die bereits 1904 während der Weltausstellung bestand und inzwischen um ein modernes Vogelhaus erweitert wurde. Weitere Gebäude in diesen Bereich beinhalten ein 4D-Theater, ein Primatenhaus sowie ein Herpetarium, in dem verschiedene Amphibien- und Reptilienarten gehalten werden.

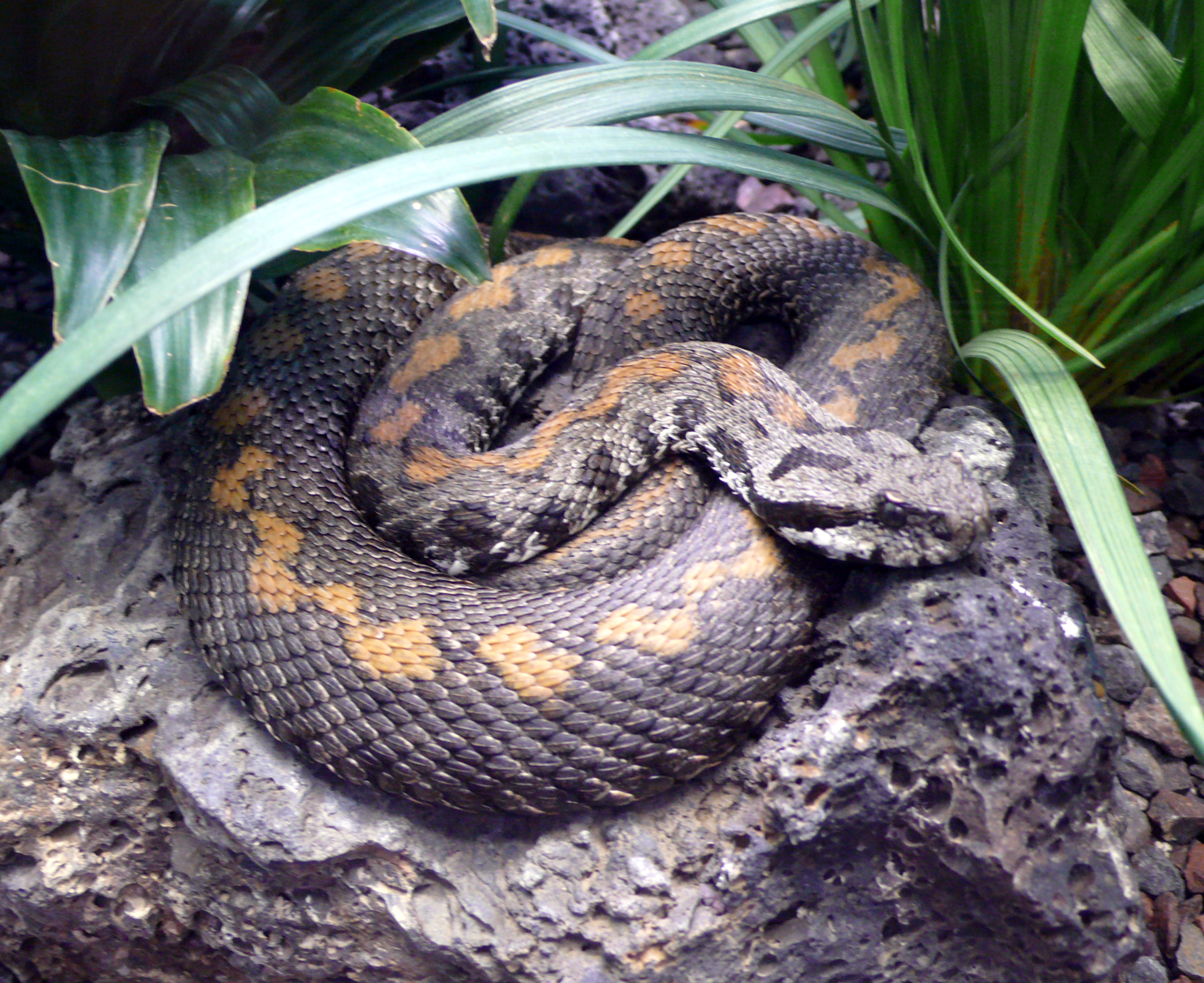
Armenische Bergotter
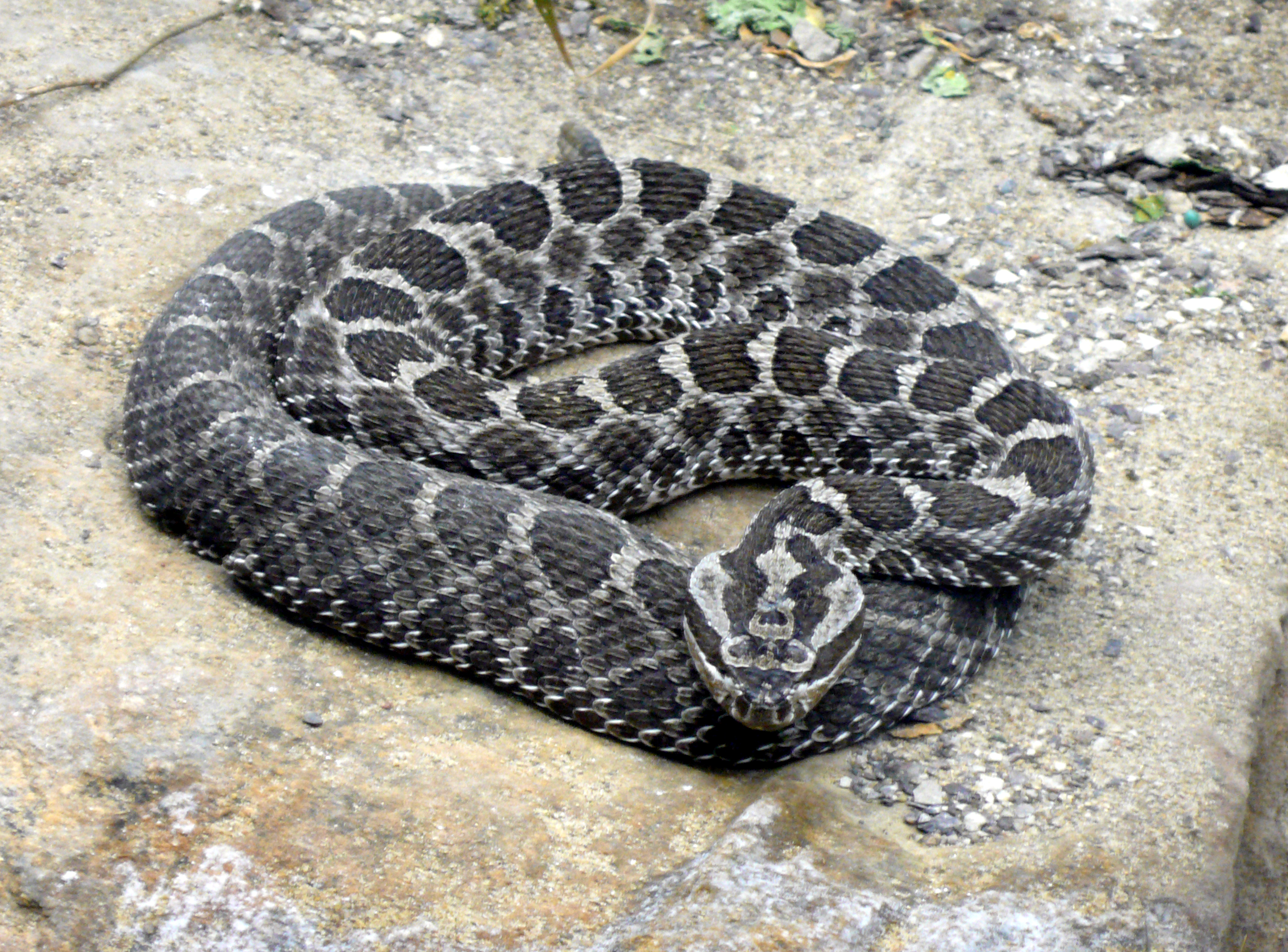
Massassauga
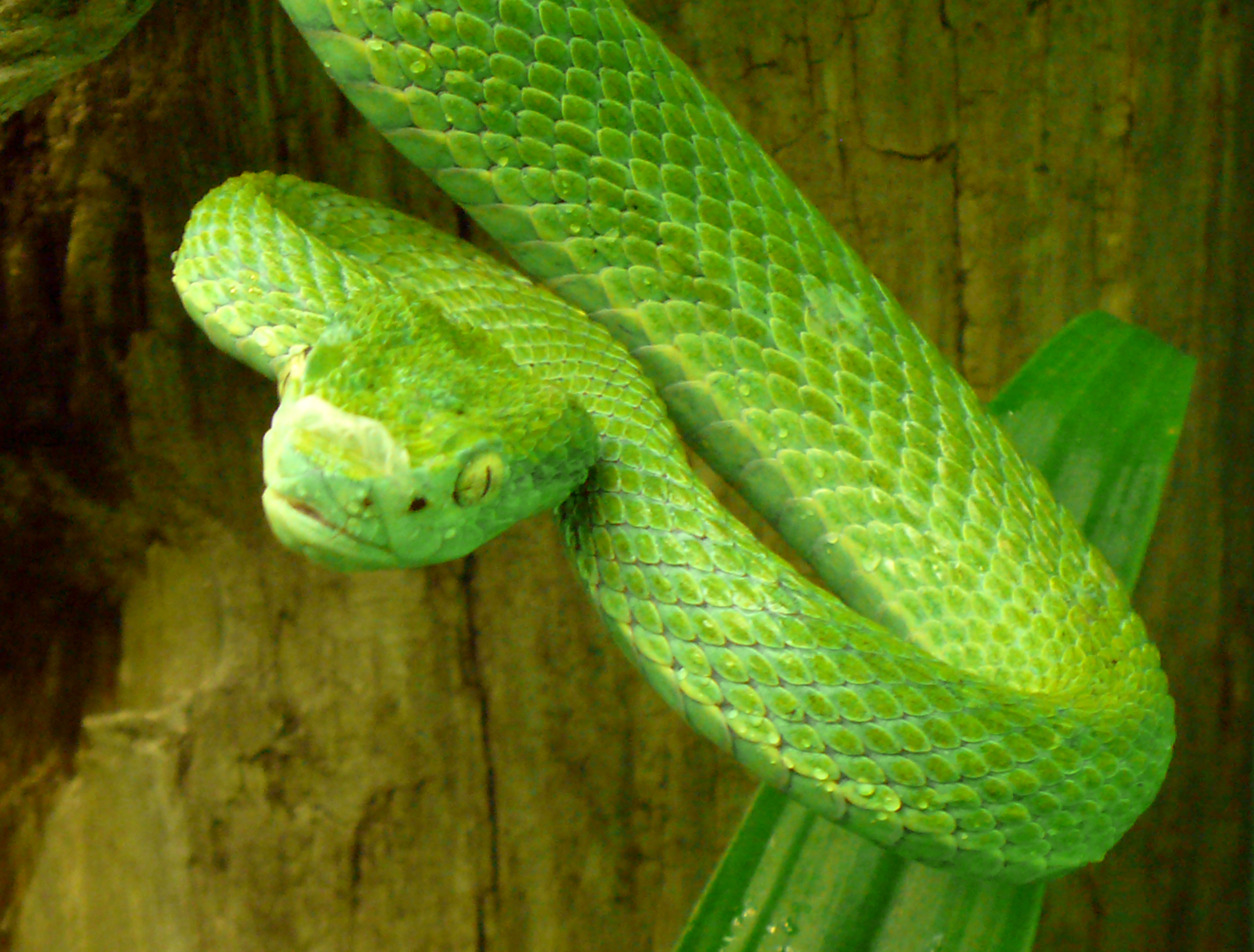
Grüngelbe Palmlanzenotter
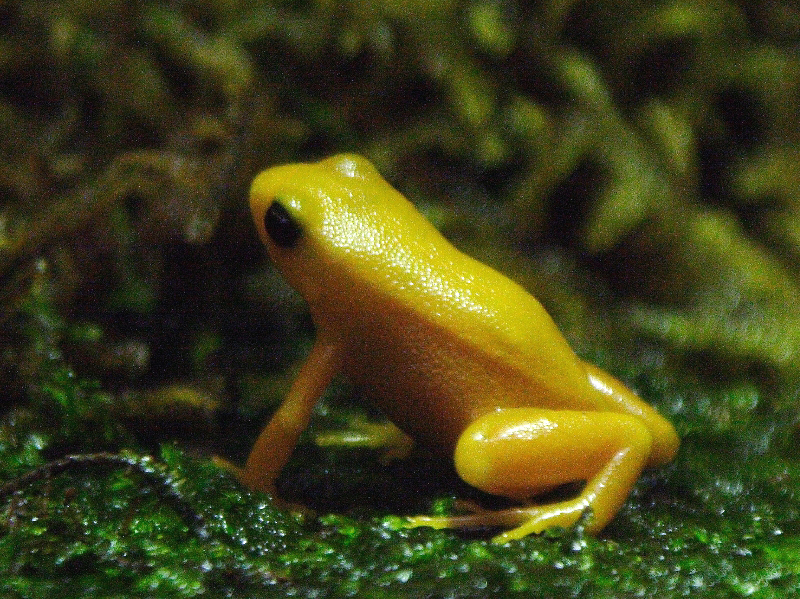
Goldfröschchen

- The Wild enthält Anlagen für Eisbären, Kleine Pandas und Pinguine, eine Dschungellandschaft sowie einen kleinen See mit Flamingos.
- Red Rocks ist mit großzügigen Außenanlagen für Großkatzen, Giraffen, Zebras, Wildesel, Okapis, Trampeltiere, Straußenvögel, Antilopen, Gazellen und Kängurus ausgestattet.
- Discovery Corner enthält einen Streichelzoo sowie ein Insektarium, das von dem Agrarchemiekonzern Monsanto gesponsert wurde und ursprünglich den Namen Monsanto Insectarium erhielt. Nach der Übernahme von Monsanto durch die deutsche Bayer AG wird es Bayer Insectarium genannt. Das Insektarium enthält einen Schmetterlingsgarten unter einer gläsernen Kuppel, in dem exotische Schmetterlinge frei fliegen. Schauterrarien zeigen außerdem weitere Insektenarten sowie Spinnentiere.[5]

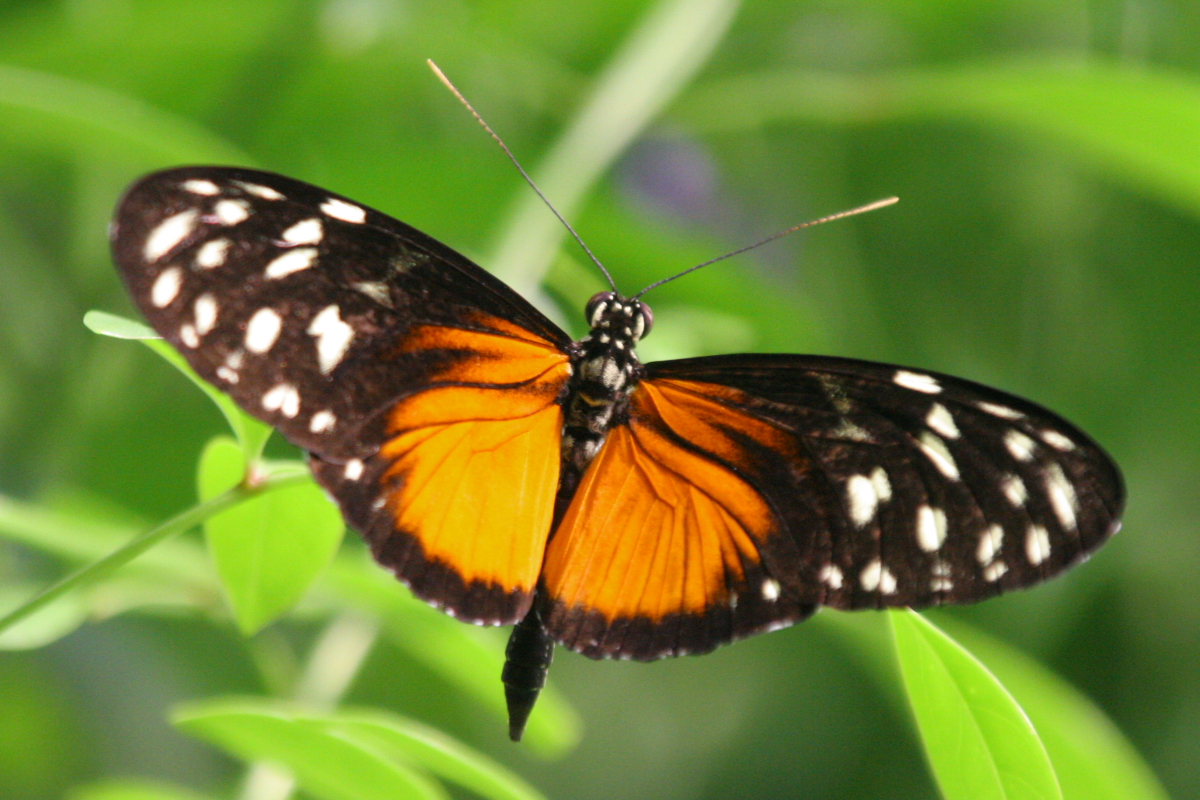
Tiger-Passionsblumenfalter
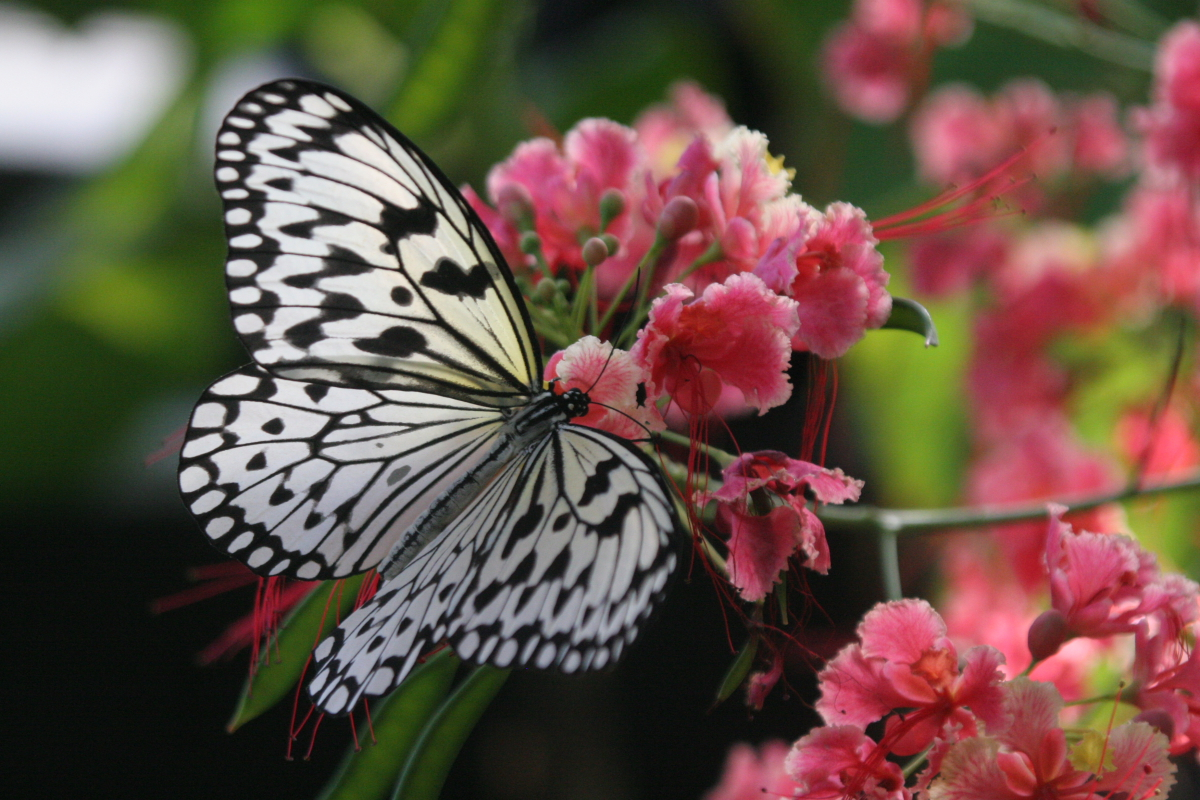
Weiße Baumnymphe
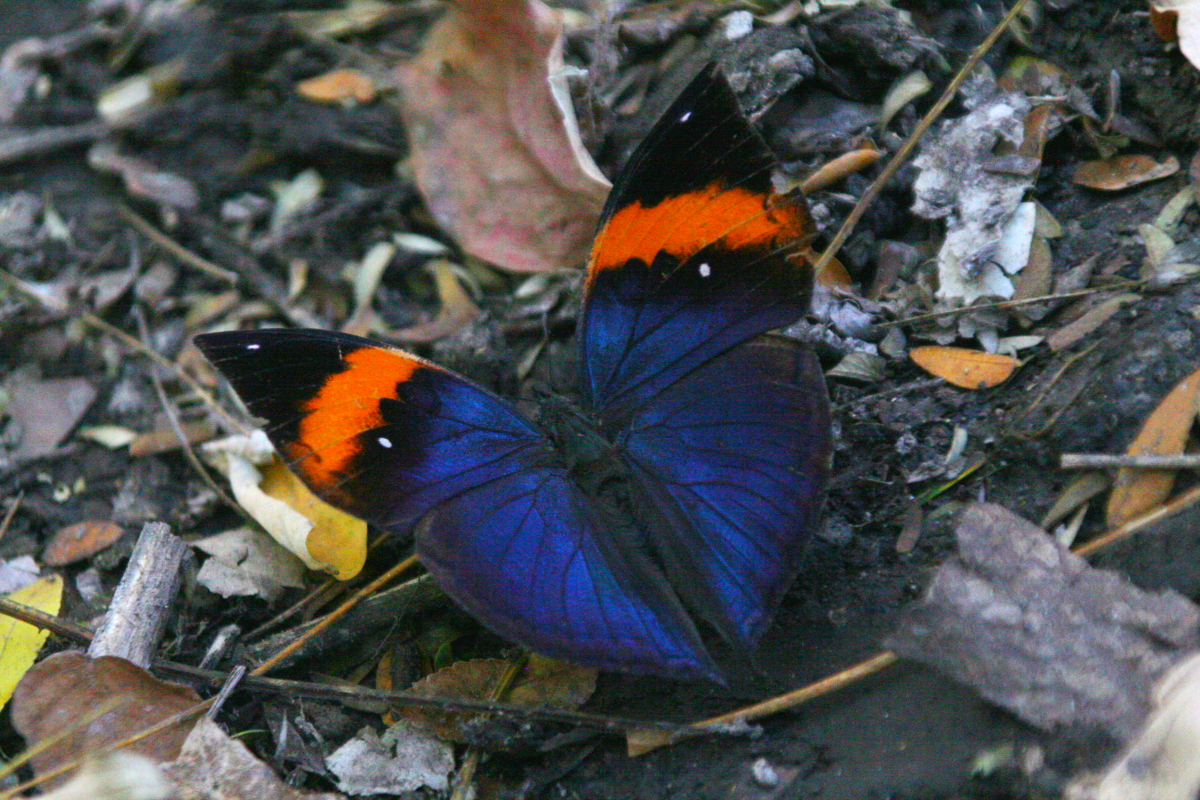
Indisches Blatt
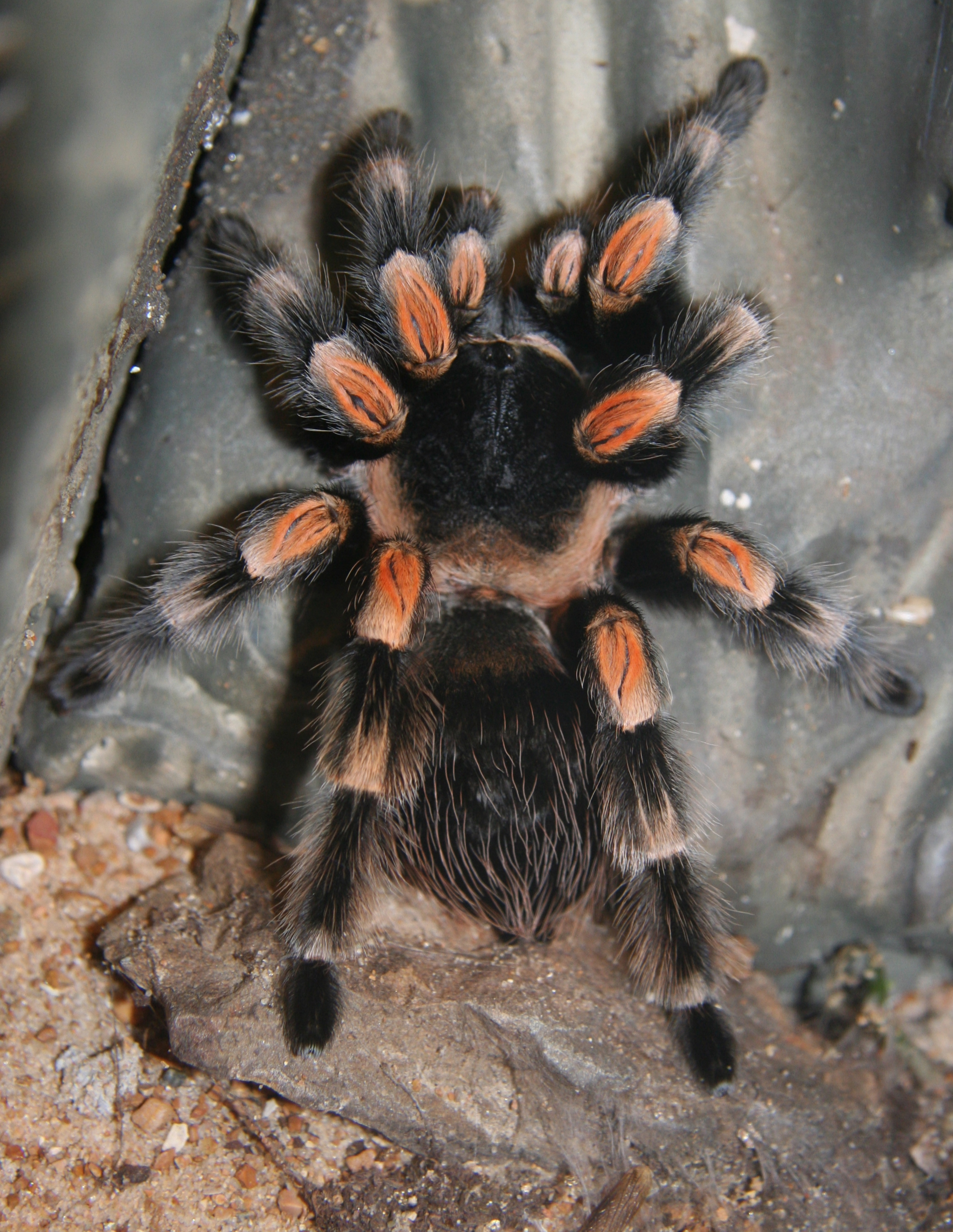
Brachypelma smithi

- Lakeside Crossing beinhaltet einen See, auf dem Wasservogelarten gehalten werden sowie Anlagen für Ohrenrobben. Zudem befinden sich in diesem Bereich ein Café und ein Andenkenladen.
- River’s Edge ist ein Bereich mit großen Freianlagen u. a. für Spitzmaulnashörner, Asiatische Elefanten, Flusspferde, Malaienbären, Afrikanische Wildhunde, Tüpfelhyänen und Geparde.

Außerdem befinden sich auf dem Zoogelände mehrere Restaurants und Geschäfte, ein Informations- und Bildungszentrum sowie ein Tierkrankenhaus. Für Besucher besteht die Möglichkeit, mit einer Schmalspureisenbahn an den einzelnen Anlagen entlang zu fahren.

## Arterhaltungs- und Schutzprogramme
Der St. Louis Zoo beteiligt sich an vielen Naturschutzinitiativen weltweit. Unter der Schirmherrschaft der Association of Zoos and Aquariums (AZA) kooperieren Zoos aus ganz Nordamerika, um Artenüberlebenspläne (Species Survival Plans (SSP)) zu erstellen. Diese Pläne ermöglichen es den Teilnehmern, Individuen einer gefährdeten Art auszuwählen, um die genetische Vielfalt zu erhalten und Inzuchten zu vermeiden. Die SSP-Koordinatoren kennen den genetischen Hintergrund jedes einzelnen Tieres und bestimmen, welche Individuen zum Nutzen der Art verpaart werden sollen. Ein Beispiel für ein solches Programm ist die Beteiligung des Zoos an der Arthaltung des vom Aussterben bedrohten Rotwolfes (Canis rufus). In einem speziellen Schutzgebiet, dem im rund 65 Kilometer vom Zoo entfernten Sears Lehmann, Jr. Wildlife Reserve im Franklin County wird diese Art in einem natürlichen Lebensraum gezüchtet. Der St. Louis Zoo arbeitet bei diesem kritischen Naturschutzprojekt mit dem U.S. Fish and Wildlife Service (USFWS), der die Wiedereinführung des Rotwolfes im Osten der USA leitet sowie mit dem Conservation Center for Species Survival zusammen.

## Galerie
Die folgenden Bilder zeigen einige Tiere aus dem Bestand des St. Louis Zoos:

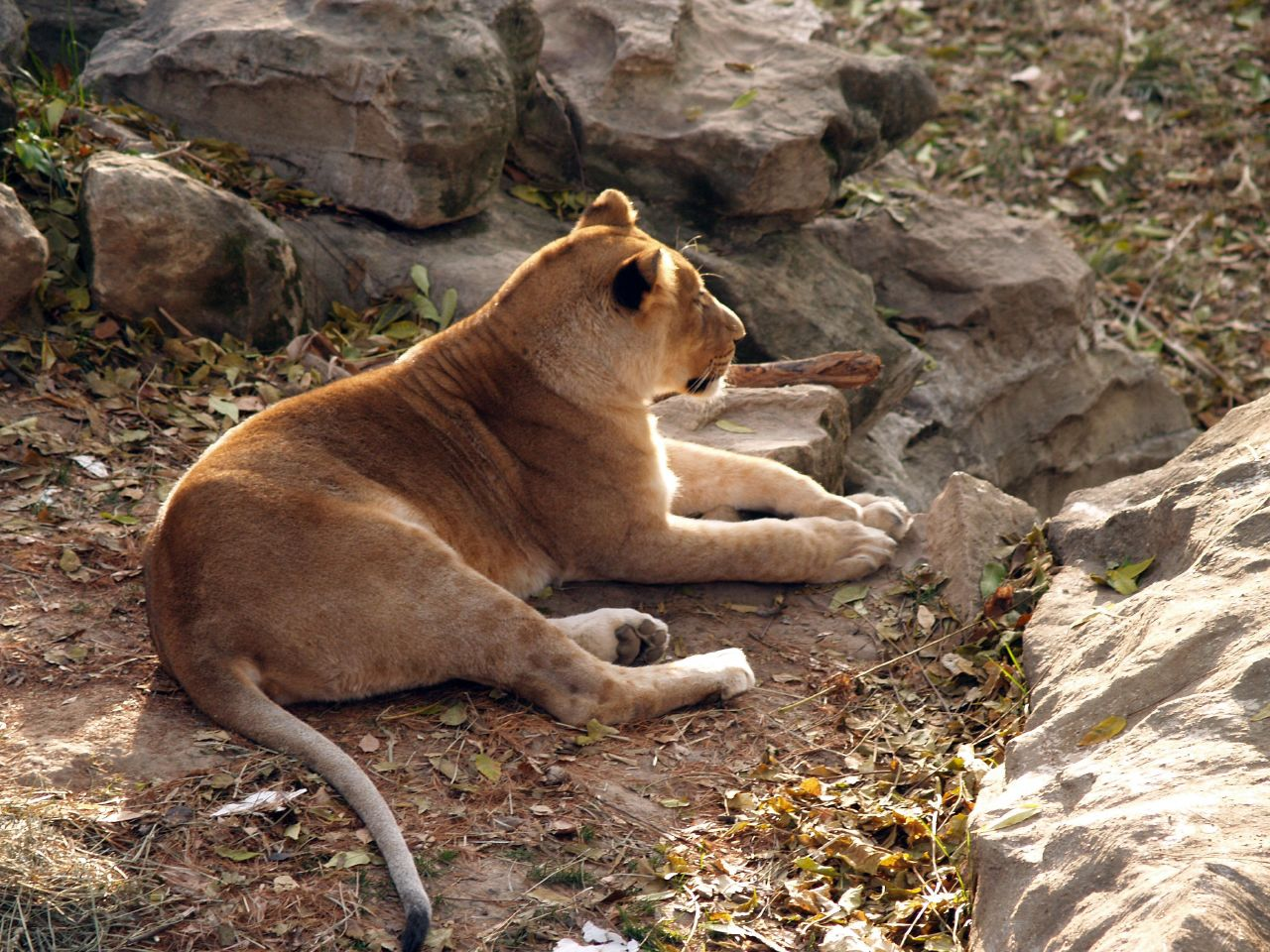
Löwenweibchen
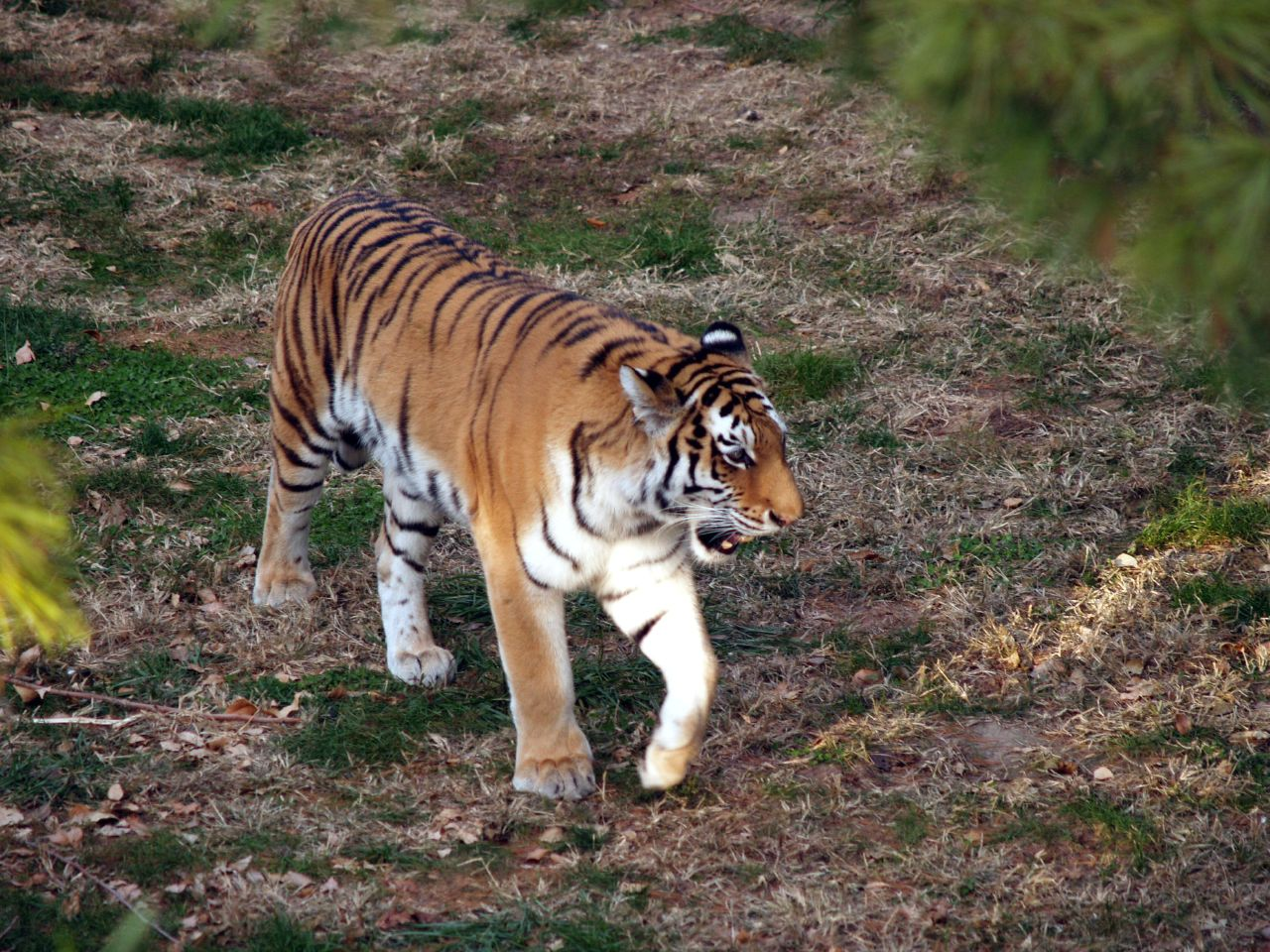
Tiger
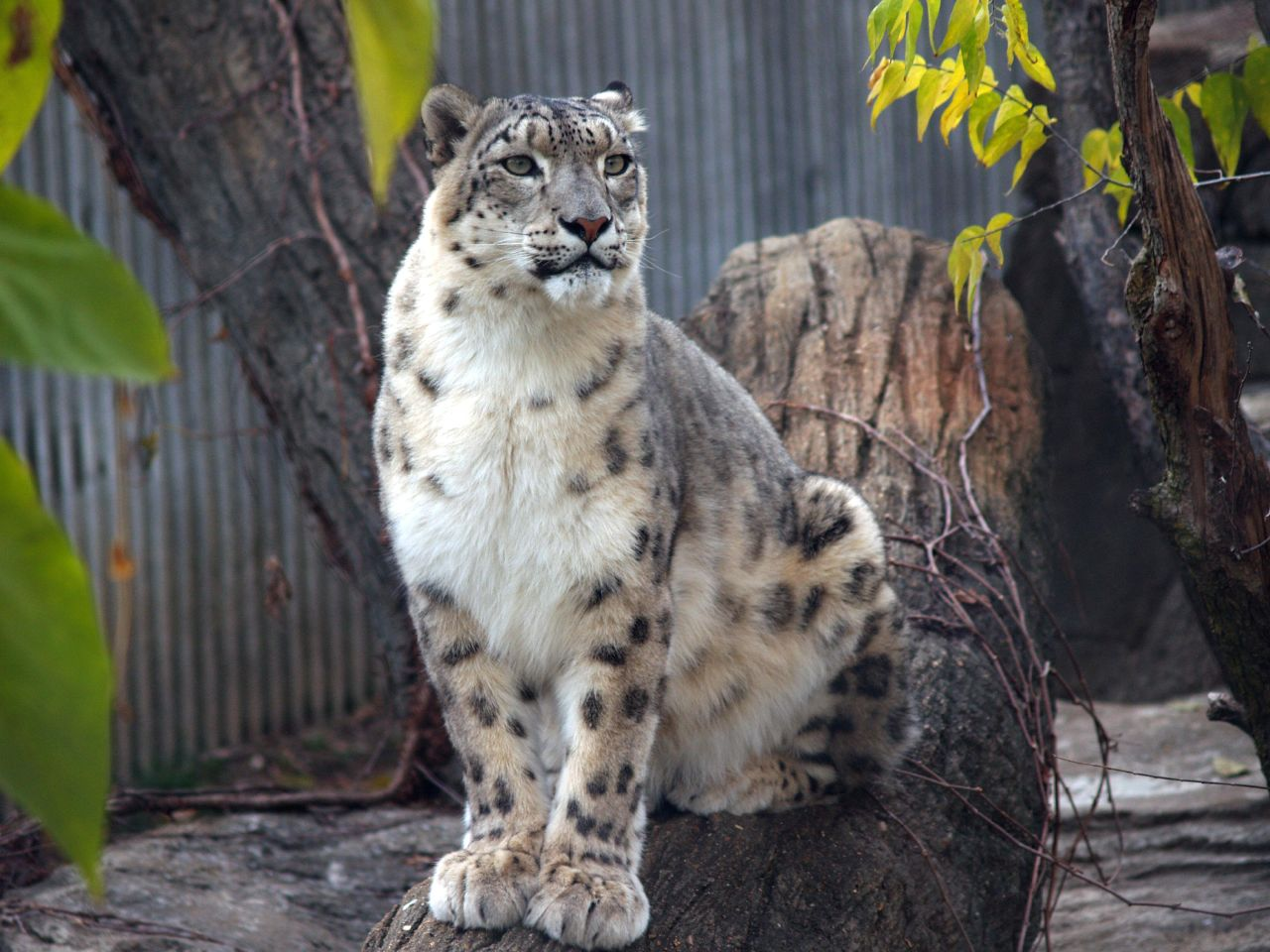
Schneeleopard
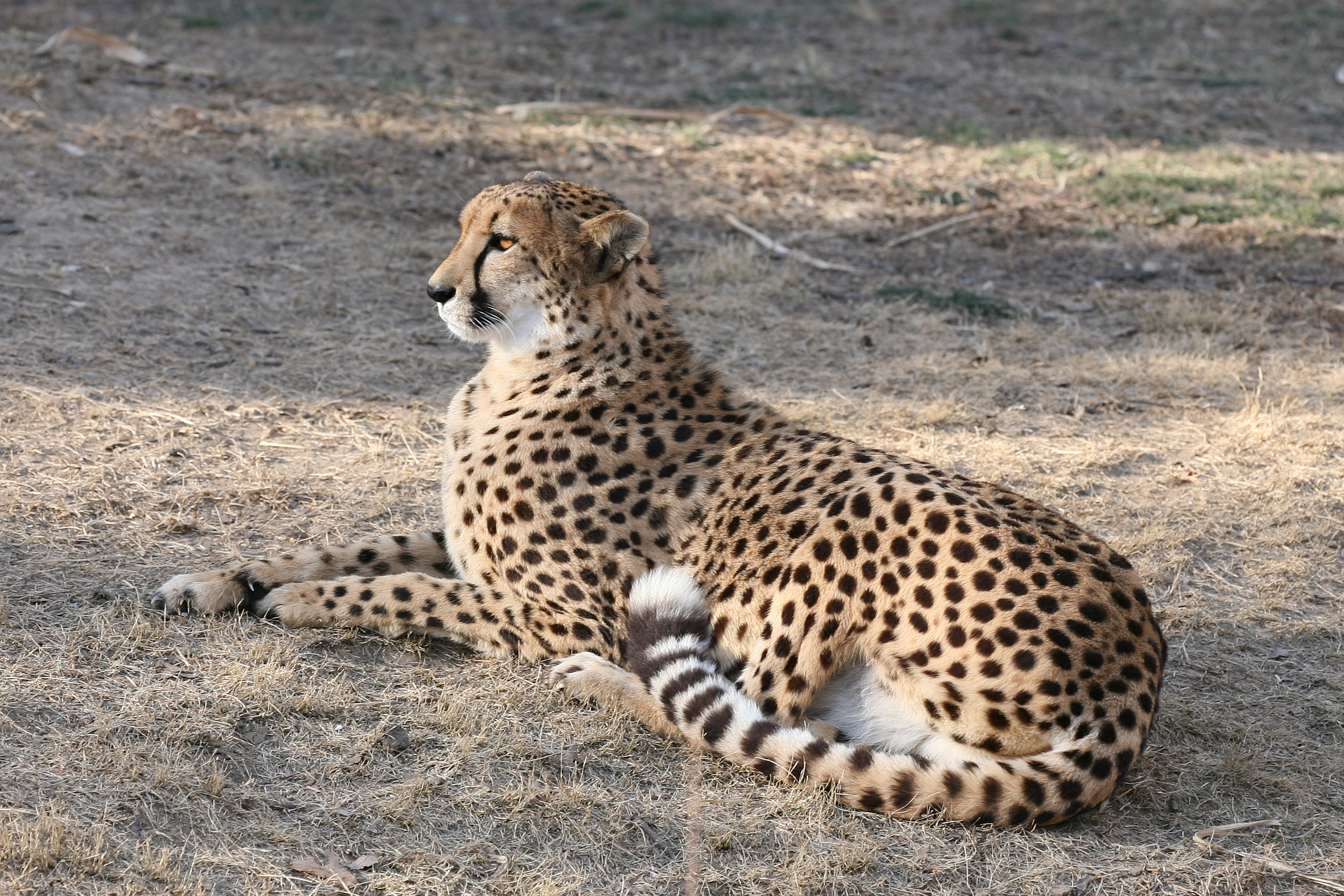
Gepard
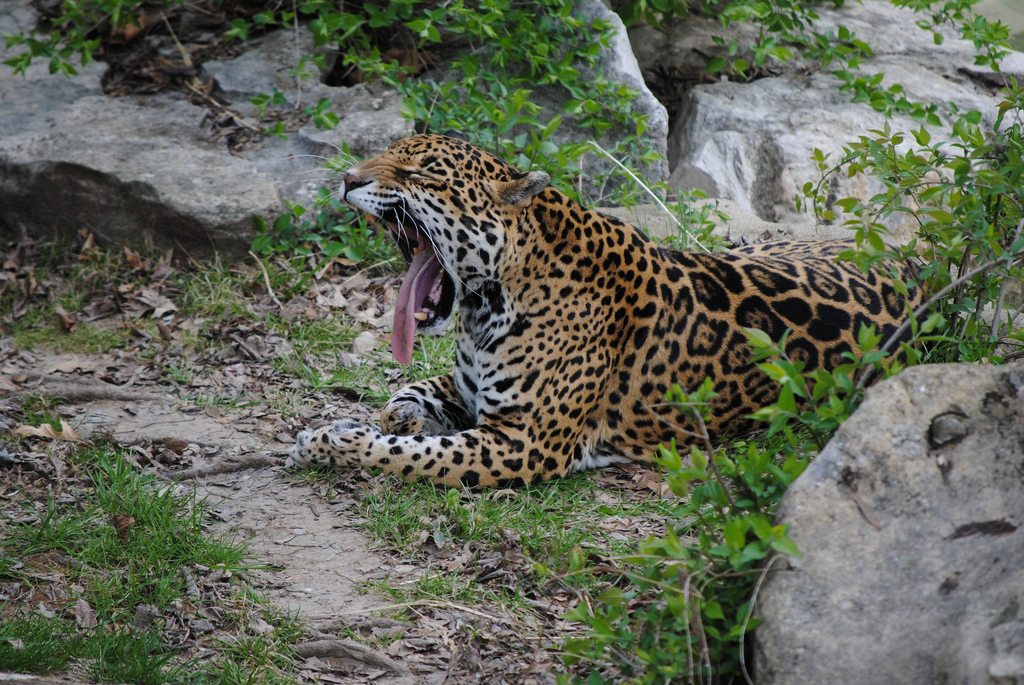
Jaguar
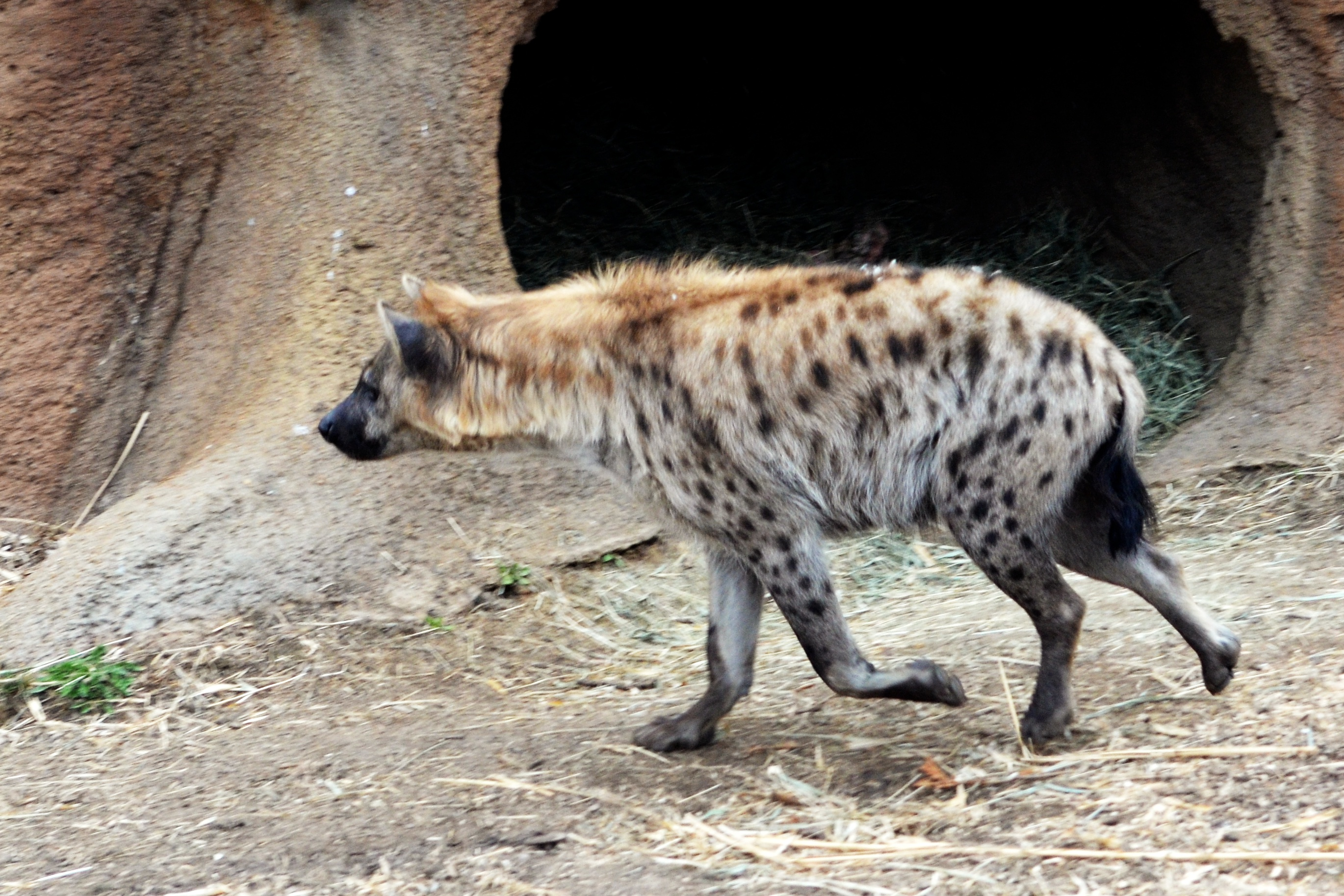
Tüpfelhyäne
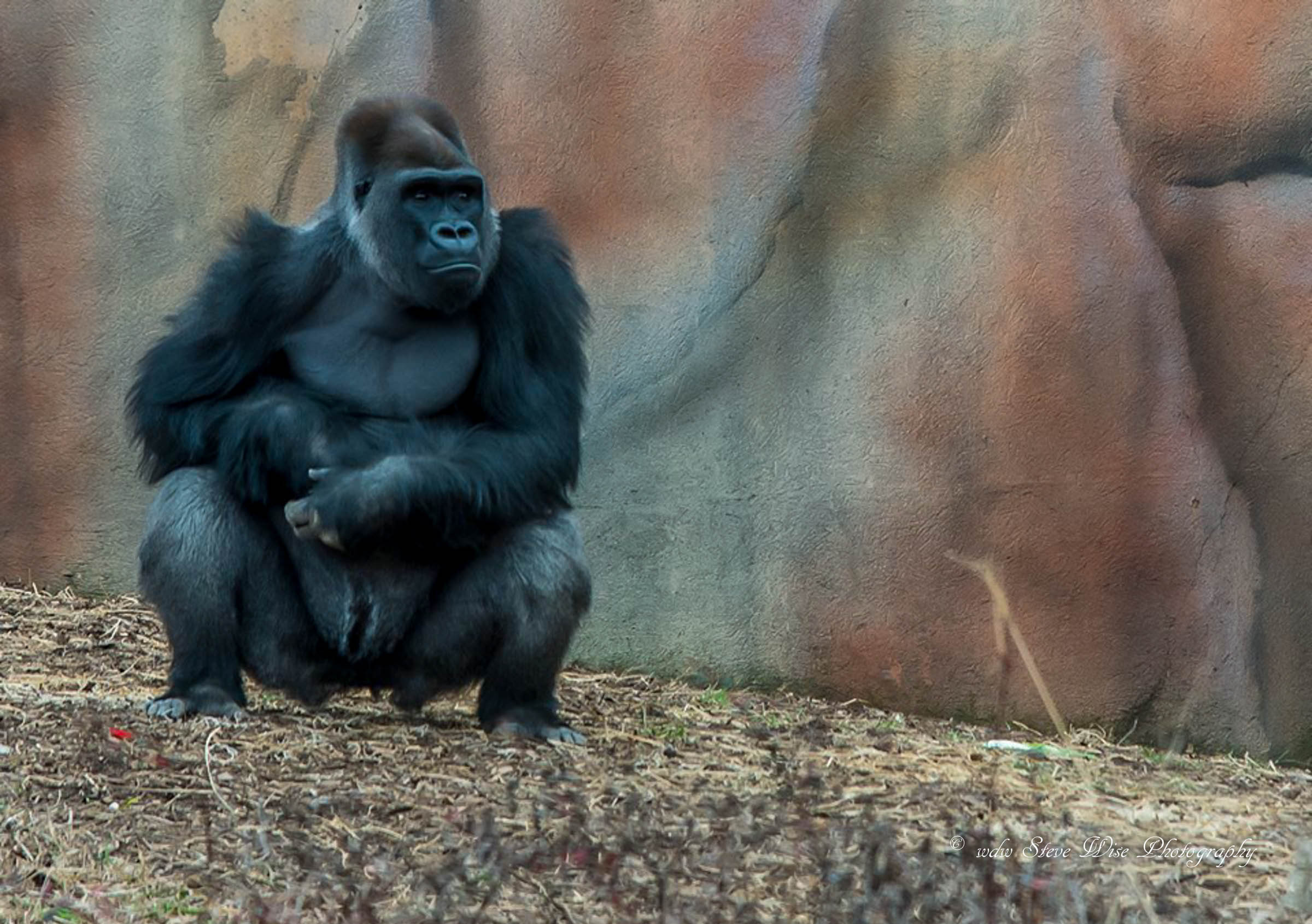
Westlicher Gorilla
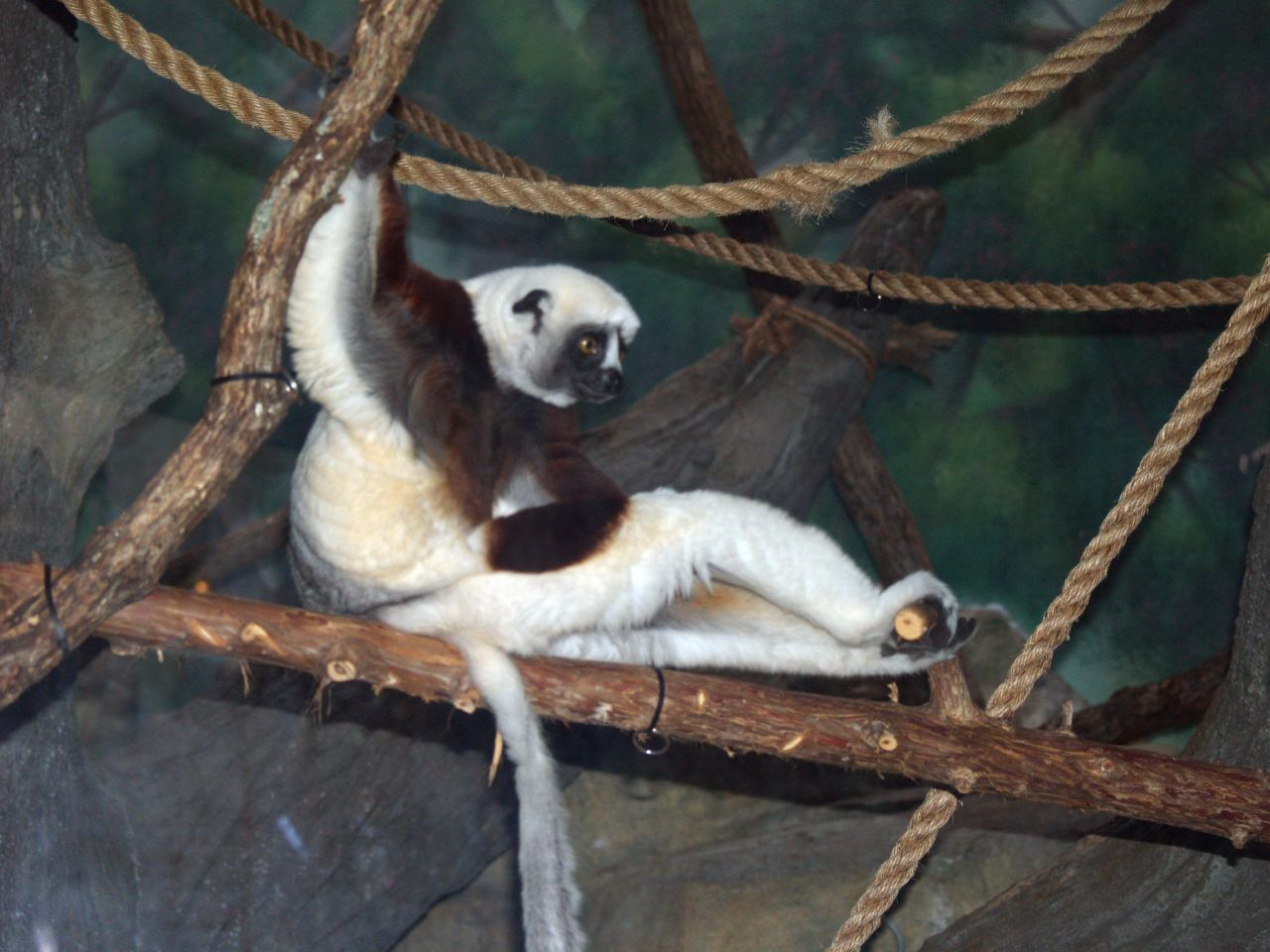
Coquerel-Sifaka
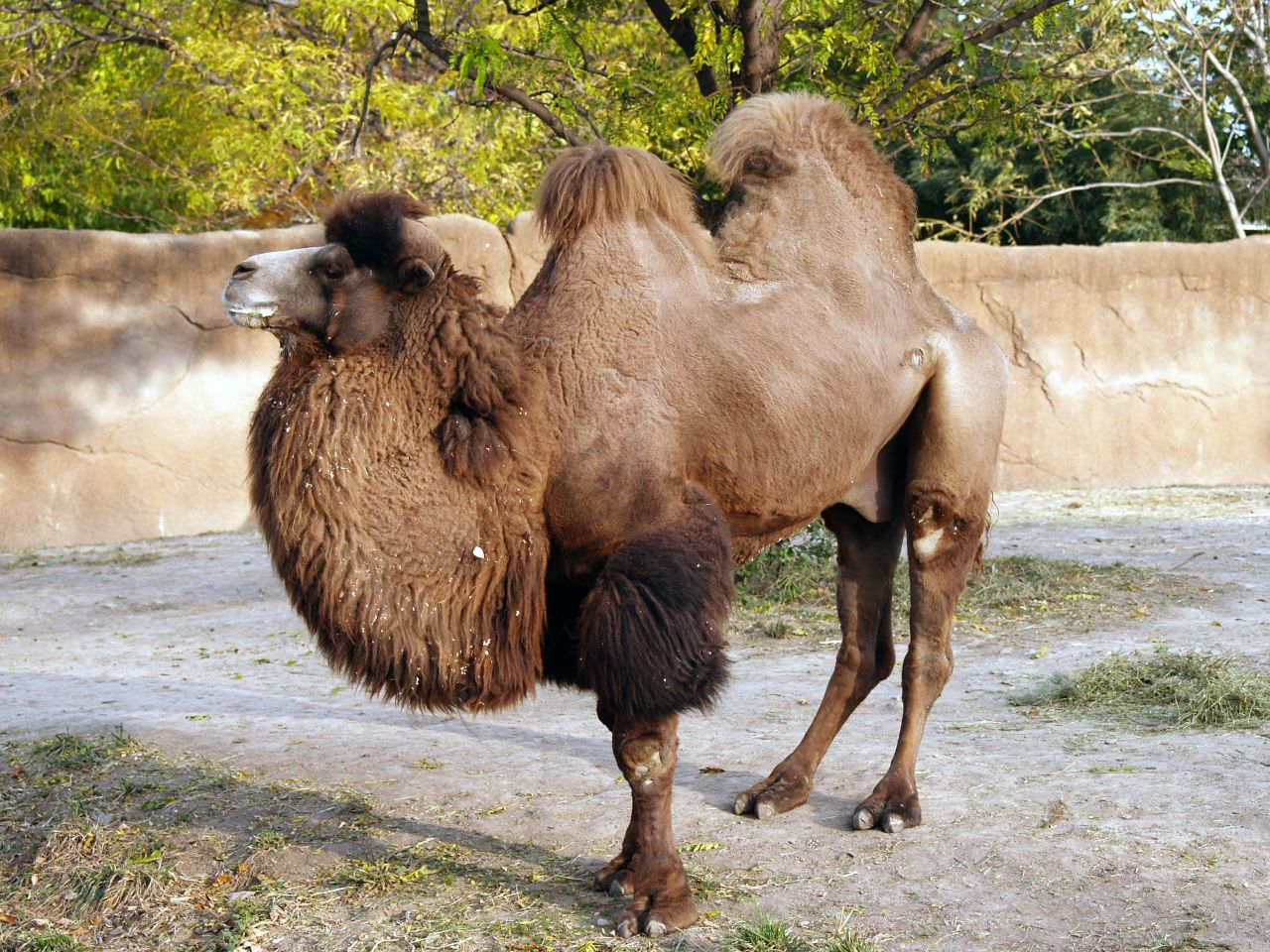
Trampeltier
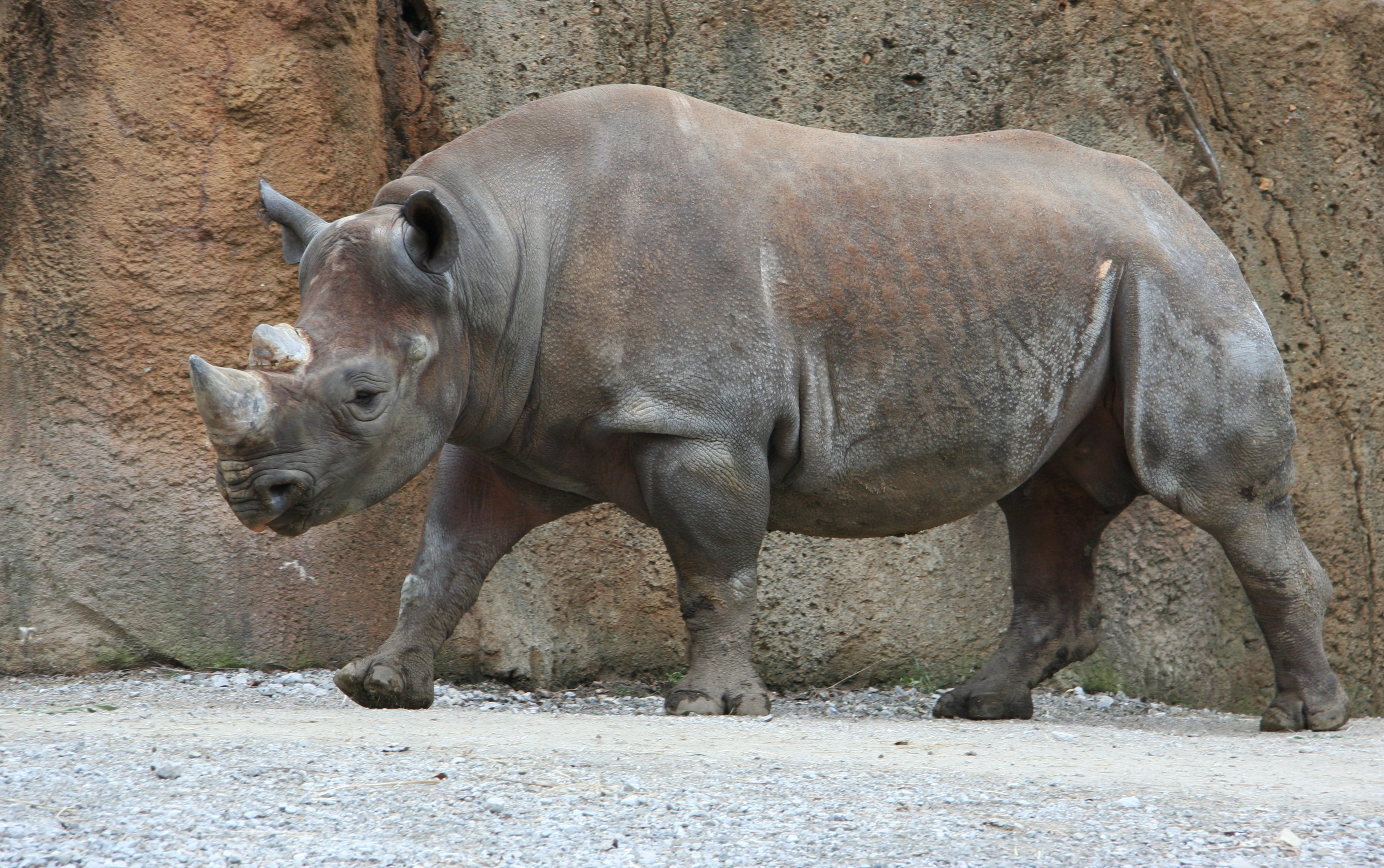
Spitzmaulnashorn